# 让夫里 (马恩省)
让夫里（法語：Janvry，法語發音：[ʒɑ̃vʁi] ⓘ）是法国马恩省的一个市镇，属于兰斯区。

## 地理
让夫里（49°14'42"N, 3°52'34"E）面积1.94 平方千米，位于法国大東部大區马恩省，该省份为法国东北部内陆省份，北起阿登省，西北接埃纳省，西南接塞纳-马恩省，南至奥布省，东南接上马恩省，东临默兹省。
与让夫里接壤的市镇（或旧市镇、城区）包括：罗奈、热尔米尼、格镇、梅里-普雷姆西。

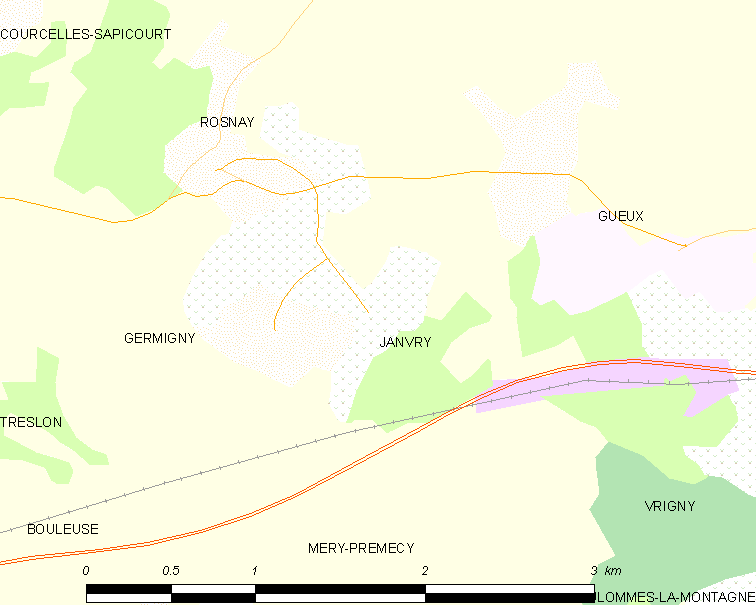
的OSM定位图

让夫里的时区为UTC+01:00、UTC+02:00（夏令时）。

## 行政
让夫里的邮政编码为51390，INSEE市镇编码为51305。

## 政治
让夫里所属的省级选区为菲姆-兰斯山县。

## 人口

1962-2008年间人口变化图示

让夫里于2022年1月1日时的人口数量为146人。